# 1528
1528. је била проста година.

## Смрти

### Јануар
- 6. април — Албрехт Дирер, немачки сликар. (*1471)